# سیارک ۳۳۳۶
سیارک ۳۳۳۶ (به انگلیسی: 3336 Grygar، نامگذاری:1971UX) سه هزار و سیصد و سی و ششمین سیارک کشف شده‌است که در ۲۶ اکتبر ۱۹۷۱ کشف شد.
قدر مطلق سیارک برابر ۱۴٫۴۰ است.